# Auweshusen
Auweshusen ist eine Wüstung in der Gemarkung des Stadtteils Neukirchen der Stadt Lichtenfels im Landkreis Waldeck-Frankenberg in Nordhessen.
Der Ort in der Flur „Auewiese“, östlich des Dorfes Neukirchen gelegen, wird 1336 erstmals überliefert.

## Geschichte
Im Jahr 1336 setzte Graf Heinrich IV. von Waldeck dem Grafen Johann von Nassau-Hadamar für den Brautschatz seiner Tochter Else u. a. das Dorf Auweshusen als Pfand. 
Im Jahr 1370 wurde es als im Felde zu Neukirchen gelegenes Gut bezeichnet, das damals Graf Heinrich VI. von Waldeck an Gerhard von Dersch verpfändete. In dieser Familie befand es sich noch 1473, als es bereits als Wüstung bezeichnet wurde.